# Heinkel He 50
Heinkel He 50 là một loại máy bay ném bom bổ nhào của Đức trong Chiến tranh thế giới II, ban đầu nó được thiết kế cho Hải quân Đế quốc Nhật Bản.

## Biến thể[1]
He 50aW
He 50aL
He 50b
He 50A
He 50L
He 66aCh
He 66bCh
Aichi D1A1
Aichi D1A2

## Quốc gia sử dụng
Nhật Bản1 mẫu thử He 50b
 Đài Loan12 chiếc He 66aCh, 12 chiếc He 66bCh
 Germany60 chiếc He 50A
 Tây Ban Nha
- Không quân Tây Ban Nha

## Tính năng kỹ chiến thuật (He 50A)
Dữ liệu lấy từ German Aircraft of World War II and The Complete Encyclopedia of World Aircraft
Đặc điểm tổng quát
- Kíp lái: 2
- Chiều dài: 9,6 m (31 ft 6 in)
- Sải cánh: 11 m (37 ft 8¼ in)
- Chiều cao: 4,5 m (14 ft 9¾ in)
- Diện tích cánh: 34,8 m² (374,59 ft²)
- Trọng lượng rỗng: 1.600 kg (3.528 lb)
- Trọng lượng có tải: 2.620 kg (5.778 lb)
- Động cơ: 1 × Bramo 322B (SAM 22B), 485 kW (650 hp)

 Hiệu suất bay 
- Vận tốc cực đại: 235 km/h (127 kn, 146 mph)
- Vận tốc hành trình: 190 km/h (103 kn, 118 mph)
- Tầm bay: 1.000 km (621 mi)
- Trần bay: 6.400 m (20.998 ft)
- Vận tốc lên cao: 250 m/phút (820 ft/phút)

Trang bị vũ khí

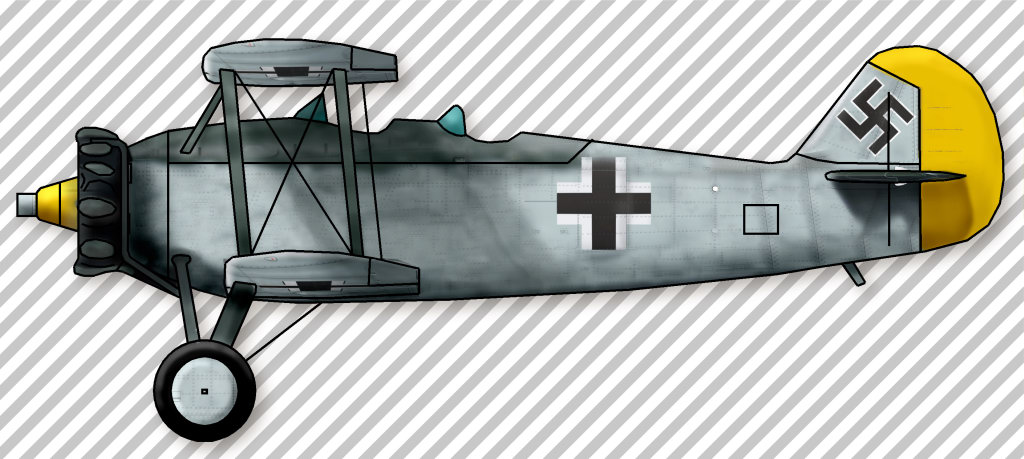
He 50

- 1 × súng máy MG 15 7.92 mm (0.312 in)
- 250 kg (551 lb) bom